# Yab Yum (musical)
Yab Yum, het Circus van de Nacht, is een Nederlandse musical over het gelijknamige bordeel.

## Geschiedenis
De musical werd uitgevoerd in seizoen 2012/2013, met de première in Theater Carré op 29 augustus 2012. De producenten waren Henk van der Meijden en Monica Strotmann, de hoofdrollen werden vertolkt door Annick Boer als de vamp Angel, Bas Muijs als de crimineel Kees van Vliet, Richard Groenendijk als barman John en Rutger le Poole als Yab Yum-eigenaar Theo Heuft.
De tekst van de musical werd geschreven door Dick van den Heuvel, die de voorstelling ook regisseerde. De choreografie lag in handen van Roemjana de Haan, de muzikale leiding werd verzorgd door Iwan van Hetten en de vormgeving door Jan Aarntzen. De liedteksten kwamen onder anderen van Daniël Cohen. In kleinere rollen waren onder anderen Esther van Boxtel en Nelly Frijda te zien.

## Verhaal
Wanneer Angel op een dag de crimineel Kees van Vliet tegenkomt, denkt ze dat hij haar leven zal veranderen. Eindelijk is er iemand die haar weg zal voeren uit dit bordeel. Maar met deze nieuwe liefde ontstaan ook grote problemen in Yab Yum, want Kees van Vliets wil is wet, en als zaken niet zo gaan als hij wil, neemt hij agressieve maatregelen.